# Erik Jansson (konstnär)
Lennart Erik Jansson, född 8 maj 1924 i Björkviks församling i Södermanlands län, död 1985 i Kalmar, var en svensk målare.
Han var son till arrendatorn Josef Emanuel Jansson och Alma Charlotta Jonsson. Jansson var anställd vid ett konfektionsföretag i Kumla och studerade omkring 1950 konst i olika ABF:kurser på kvällstid. Därefter studerade han några terminer vid Signe Barths målarskola i Stockholm. Han debuterade i en utställning med Örebro läns konstförening 1952. Tillsammans med Bengt Johansson ställde han ut i Örebro konserthus 1953 och han medverkade i utställningar med Östgöta konstförening. Jansson är representerad vid Göteborgs konstmuseum, Kalmar konstmuseum och Västerås konstmuseum. Han signerade ibland sina verk med Erik Jansa.  

### Fotnoter
1. ↑  ”Kalmar konstmuseum”. Arkiverad från originalet den 3 december 2017. https://web.archive.org/web/20171203082732/http://konstdatabas.designarkivet.se/index.php/Detail/Object/Show/object_id/1244. Läst 2 december 2017.